# Галлиани, Адриано
Адриано Галлиани (итал. Adriano Galliani; род. 30 июля 1944, Монца) — итальянский футбольный менеджер и предприниматель. Бывший председатель Национальной профессиональной лиги футбола Италии.

## Биография
Галлиани, получив диплом геодезиста, 8 лет работал в муниципалитете родного города Монца, а также баллотировался на пост мэра города от Христианско-демократической партии. Позже он купил небольшое предприятие Elettronica Industriale, специализирующееся на поставке телекоммуникационной аппаратуры. Всего через несколько лет после начала бизнеса, Галлиани стал главным поставщиком телеканала «Telemontecarlo», что сделало его 4-м человеком в стране в сфере телекоммуникаций. Его работа позволила Галлиани начать, в 1979 году, сотрудничество с Сильвио Берлускони, в то время собственником телеканала Telemilano58. Совместная работа позволила им основать Canale 5, для этого Галлиани уступил Берлускони 50% прав своего предприятия.
В 1986 году Берлускони стал владельцем и президентом футбольного клуба «Милан». Он сделал Галлиани вице-президентом клуба. Во времена их работы «Милан» выиграл наибольшее количество трофеев УЕФА в своей истории.
В 2002 году Галлиани стал председателем Национальной профессиональной лиги (итал. Lega Nazionale Professionisti), одновременно являясь вице-президентом «Милана». Это решение вызвало полемику в рядах итальянского футбола, названное конфликтом интересов. 22 июня 2006 года Галлиани освободил пост председателя Национальной профессиональной лиги, после новости, начавшей скандал Кальчополи. Галлиани оставил письмо, в котором заявил о своей полной непричастности и невиновности. Федеральный суд Италии отстранил Галлиани на 9 месяцев от всех футбольных дел, но затем снизил дисквалификацию на 5 месяцев и обязал экс-руководителя заплатить крупный штраф в Национальный олимпийский комитет Италии.
27 сентября 2007 года прокуратура Милана возобновила дело против Галлиани, а также нескольких других чиновников клубов «Интернационале» и «Милана». Эти чиновники обвинялись в уклонении от уплаты налогов части бюджета своих клубов. Это происходило из-за обмена игроками, цены на которых были специально «раздуты» с 1999 по 2003 год. 31 января 2008 года миланский судья Паола Ди Лоренцо сняла все обвинения с Галлиани, приняв решение, что его действия правонарушением не являлись.
В марте 2008 года на автомобиль Галлиани напали болельщики клуба «Наполи», закидав его различными предметами.
В 2022 был внесён кандидатом в списки голосования за президента Итальянской республики.

## Цитаты
- «Я очень люблю „Милан“, но нужно учитывать и то, что футбол — это бизнес».